# قضاوت در برلین
قضاوت در برلین (به انگلیسی: Judgment in Berlin) یک فیلم درام آمریکایی محصول سال ۱۹۸۸ به کارگردانی و نویسندگی لئو پن و تهیه‌کنندگی جاشوا سینکلر با بازی مارتین شین ، سام وانامیکر و شان پن است. این فیلم بر اساس کتاب داوری در برلین توسط هربرت جی استرن ساخته شده است. 
این فیلم در استودیوی Tempelhof در برلین فیلمبرداری شد.